# 罗日杰斯特文斯科耶农村居民点
罗日杰斯特文斯科耶农村居民点（俄语：Рождественское сельское поселение）是俄罗斯联邦沃罗涅日州波沃里诺区所属的一个农村居民点。其下辖有3个居民点，行政中心为罗日杰斯特文斯科耶。据2016年统计，该农村居民点的人口为2552人。